# Abrictosaurus
Abrictosaurus ("thằn lằn tỉnh táo") là một chi khủng long Heterodontosauridae sống vào thời kỷ Jura sớm, tại nơi ngày nay là miền nam châu Phi. Đây là một loài động vật ăn tạp hay thực vật đi hai chân, dài chừng 1,2 m (4 ft), nặng chưa tới 45 kg (100 pound).
Ta biết đến chúng nhờ hóa thạch của hai cá thể, tìm ra trong thành hệ Upper Elliot của huyện Qacha's Nek của Lesotho và tỉnh Cape của Nam Phi. Thành hệ Upper Elliot được cho là có niên đại từ tầng Hettange và Sinemuria của Jura sớm, khoảng 200 đến 190 triệu năm trước. Thành hệ này lưu giữ vết tích của đụn cát cũng như bãi bồi theo mùa, với khi hậu bán hoang mạc có những cơn mưa rời rạc. Những loài khủng long khác cũng được tìm thấy trong thành hệ này gồm therapoda Megapnosaurus, sauropodomorpha Massospondylus, cùng các chi cùng họ Heterodontosauridae Heterodontosaurus và Lycorhinus.